# Antonello De Leo
Antonello De Leo (Bari, 1965) è un regista cinematografico e regista televisivo italiano.

## Biografia
Laureatosi in DAMS con una tesi sul documentario, il suo terzo cortometraggio professionale, Senza parole, si aggiudicò il premio come miglior cortometraggio dell'anno al David di Donatello del 1997, e venne candidato nella stessa categoria al Premio Oscar.
Ha diretto la sit-com Via Zanardi, 33, trasmessa dal canale televisivo Italia 1 nel 2001.

## Filmografia
- Lettura in nero - cortometraggio (1990)
- Giro tondo - cortometraggio (1994)
- Senza parole - cortometraggio (1996)
- La vespa e la regina (1999)
- Via Zanardi, 33 - serie TV (2001)
- Guinea Pig - cortometraggio (2006)
- Le frise ignoranti (2015)